# A jerseyi ördög (X-akták)
A jerseyi ördög az amerikai X-akták sci-fi sorozat első évadának 5. epizódja.

## Cselekmény
1947-ben a New Jersey-beli Pine Barrens közelében megtámadnak egy férfit, miközben az úton kereket cserél. A holttestét, amelyről lerágták a lábat később találják meg és egy emberszabású lényt a közelben.
Washington napjainkban, Scully felhívja Mulder figyelmét arra a hírre, hogy egy testet találtak New Jersey-ben, amelyről hiányoznak a karok és a vállak. Érkezéskor az Atlantic City-i hullaházban, Scully és Mulder felfedezi a megrágott emberi testet. Azonban a helyi nyomozó, Thompson megtagadja tőlük a vizsgálathoz való hozzáférést. Scully visszatér Washingtonba, hogy részt vegyen a keresztfia születésnapi partiján, eközben Mulder New Jersey-ben marad. A partin a vendégek között Scully találkozik Robbal, egy elvált szülővel. Eközben Mulder kikérdez egy hajléktalan férfit az esetről. A férfi mutat neki egy rajzot az emberszabásúról, elmondja hogy látta már, más hajléktalanok és a rendőrség is tudnak róla. Mulder a férfinak adja hotelszobája kulcsát, ő a sikátorban alszik, ahol homályosan lát egy emberszerű teremtményt. Üldözőbe veszi a teremtményt, de letartóztatják mielőtt elkaphatná azt.
A következő reggelen Mulder felhívja Scullyt, hogy óvadék fejében vigye ki őt. Később Scully kihozza Muldert és találkoznak Dr. Diamonddal a Marylandi Egyetem Antropológia professzorával. Ezután ismét találkozik Robbal. A helyi vadőr érintkezésbe lép Mulderrel, miután a rendőrök egy vadembert találtak az erdőben, amelyről állítja, hogy a jerseyi ördög lehetett. Mulder és Scully elviszik a vadőrt és Dr. Diamondot a hullaházba, ahonnét a test titokzatos módon eltűnt. Mulder azt hiszi, hogy a jerseyi ördög, amelyre vadásznak tulajdonképpen a teremtmény társa. Miután társa meghalt ő kutat élelem után Atlantic City-ben. Az ügynökök, a vadőr és Dr. Diamond társaságában egy elotthagyatott épületben kutatnak a teremtmény után. Ahogy ezt teszik, Thompson detektív megérkezik a helyszínre egy bevetési egységgel.
Mulder meglátja a teremtményt és üldözőbe veszi azt. A teremtmény rátámad, mielőtt Scully el tudná ijeszteni. A teremtmény az erdőbe menekül. Scully, Mulder, a vadőr és Dr. Diamond vezeti a keresést a teremtmény után, amely ismét elszalad miután eltalálják egy nyugtató lövedékkel. Azonban a bevetési csapat hamarosan rátalál és megöli a lényt. Mulder megkérdezi Thompsont, miért ölette meg a teremtményt. Ő azt válaszolja, hogy ugyanazért, amiért egy veszett kutyát is le kell lőni. A boncolás során kiderül, hogy a lény csontszerkezete nem kőkorszaki, habár emberi csontokra bukkantak az emésztőrendszerében. A hím és a nőstény boncolása felfedi, hogy valószínűleg már utódjuk is van. Mulder felkeres egy etno-biológust a Smithsonian Intézetben, Scully pedig másodszor is lemondja a Robbal megbeszélt időpontot, hogy csatlakozzon hozz. Eközben az erdőben megjelenik a teremtmény gyermeke, aki egy túrázó apát és annak fiát figyeli.